# Ischnomantis grandis
Ischnomantis grandis är en bönsyrseart som beskrevs av Henri Saussure 1869. Ischnomantis grandis ingår i släktet Ischnomantis och familjen Mantidae. Inga underarter finns listade i Catalogue of Life.